# Herner EV
Der Herner Eissportverein ist ein Eishockeyverein in Herne, der mit seiner ersten Mannschaft seit 2013 in der Oberliga antritt. Er gilt als einer der Eishockey-Traditionsvereine im Ruhrgebiet und ist im Revierpark Gysenberg beheimatet. Seine Heimspiele trägt der HEV in der Gysenberghalle aus.

## Geschichte
Die Geschichte des Eishockeys in Herne beginnt mit dem Herner EV, der am 13. Juli 1970 gegründet wurde. Später existierte neben dem HEV auch die ESG Herne, die sich nach dem Ende des HEV in Herner EG Blizzards umbenannte. Zusätzlich zur Herner EG wurde noch nach der erfolgten Löschung des HEV aus dem Vereinsregister der Herner EV 2007 im Sommer 2007 gegründet, der seit 2008 als einziger Verein am Spielbetrieb teilnimmt.

### Herner EV
Als 1969 feststand, dass eine Eissporthalle im Revierpark gebaut werden sollte, beschlossen vier Personen (Fiebinger, Thill, Compernahs und Schubert) den Herner Eissportverein zu gründen. Dieser sollte die Abteilungen Eishockey, Eisstockschießen, Eiskunstlauf und Eisschnelllauf umfassen. Die Vereinsfarben wurden in Anlehnung an die Stadt Herne gewählt, die zu dieser Zeit noch die Farben Grün-Weiß-Rot in ihrem Stadtwappen hatte. Auch die sechs Streifen im Vereinswappen spiegelten die damals sechs Stadtbezirke der Stadt wider.
Erstmals im höherklassigen Eishockey tauchte der Herner EV in der Saison 1972/73 in der Regionalliga auf, wo die Mannschaft durch die Einführung der alten 2. Eishockey-Bundesliga automatisch in die Oberliga Nord 1973/74 aufrückte und die Klasse für die nächsten Jahre hielt. Zur Saison 1979/80 stieg der Verein in die 2. Eishockey-Bundesliga auf.
Nach der Saison 1980/81 wäre der Verein zwar sportlich aus der 2. Bundesliga abgestiegen, aber durch das Ende des Spielbetriebs bei der SG Nürnberg blieb die Mannschaft in der Liga und stieg dafür aber dann in der darauffolgenden Saison in die Oberliga Nord ab. Zur Saison 1983/84 gelang dann mit dem Trainer Richard Piechutta der Wiederaufstieg in die 2. Bundesliga. Nach der Saison 1987/88 stieg der Verein aus der 2. Bundesliga ab und zog sich in eine tiefere Spielklasse zurück.
Erst wieder zur Saison 1991/92 gelang dem Verein die Rückkehr in die Oberliga Nord. Als im Sommer 1994 mit der Einführung der Deutschen Eishockey Liga die Mannschaften neu eingeteilt wurden, wurde der Herner EV in die – damals zweitklassige – 1. Liga Nord eingeteilt. In dieser Spielklasse blieb der Herner EV bis zur Wiedereinführung der 2. Eishockey-Bundesliga im Sommer 1998.

### Herner EV und ESG Herne
Vor der Saison 1999/2000 trennten sich Mitglieder des HEV, dessen erste Mannschaft seit der Saison 1996/97 als Herner Miners spielte, vom Verein und gründeten die ESG Herne (Eissportgemeinschaft Herne) mit dem Beinamen Twister, so dass in Herne zwei Vereine mit Mannschaften im Ligenspielbetrieb existierten. Zur Saison 1999/2000 gelang den Herner Miners der Wiederaufstieg in die Oberliga Nord, jedoch stieg die Mannschaft nach der Saison wieder ab. In derselben Saison nahmen die Herner Twister an der – damals fünftklassigen – Landesliga NRW teil.
In der Saison 2000/01 nahmen die Herner Miners an der Regionalliga NRW teil, wurden aber im Februar 2001 – nach finanziellen Problemen – wie die anderen Mannschaften, die noch unter dem Namen HEV am Spielbetrieb teilnahmen, zurückgezogen. Die Herner Twister wurden in dieser Saison Meister der Landesliga NRW und stiegen damit in die Regionalliga NRW auf. Nach dem Rückzug vom Spielbetrieb durch den HEV schlossen sich die Mitglieder dieses Vereins der ESG an. Die ESG Herne nannte sich danach in Herner EG Blizzards um. Über den HEV wurde anschließend das Insolvenzverfahren eröffnet, das im Sommer 2006 abgeschlossen wurde.

### Herner EG Blizzards
Unter dem Namen Herner Blizzards nahm die erste Mannschaft seit der Saison 2001/02 an der – viertklassigen – Regionalliga NRW teil. Als zur Saison 2004/05 in der dritten Ligenstufe die Oberliga Nord wiedereingeführt wurde, zeigte die HEG – genauso wie die Ratinger Ice Aliens – Interesse an einem Aufstieg in diese Liga, was aber wegen der Nichtfreigabe durch den Landeseissportverband Nordrhein-Westfalen nicht realisierbar war. Im November 2004 wurde dann Insolvenzantrag für die HEG eingereicht und die Saison 2005/06 in der Regionalliga NRW konnte mit Zustimmung des vorläufigen Insolvenzverwalters durchgeführt werden.
Dabei verpasste man gegen den Neusser EV nur knapp den Aufstieg in die Oberliga, wo im entscheidenden letzten Saisonheimspiel bei der Niederlage gegen Neuss mit etwa 3.500 Zuschauern die höchste Zuschauerzahl bei einem Heimspiel in dieser Saison erreicht wurde. Eine Saison später (2006/07) schaffte man mit einer Serie von 44 Siegen in Folge neben der Meisterschaft in der Regionalliga NRW auch den ersten Platz in der Aufstiegsrunde zur Oberliga, die vor durchschnittlich etwa 600–1000 Zuschauern – bei attraktiven Gegnern auch vor deutlich mehr stattfanden.
Durch die ohne Niederlage beendeten Play-offs, wo im letzten Finalspiel der RT Bad Nauheim vor 4007 Zuschauern mit 6:3 besiegt wurde, gelang der sportliche Aufstieg in die Oberliga. Organisatorisch war ab Januar 2007 die erste Mannschaft in eine neu gründete Limited ausgelagert. Der als eine der Voraussetzungen für die Oberligalizenz verlangte Abschluss des für den Verein noch laufenden Insolvenzverfahrens war bis zum 30. April 2007 nicht durchgeführt, so dass die HEG weiterhin in der Regionalliga NRW teilzunehmen hatte.

### Herner EV 2007
Im Sommer 2007 wurde zusätzlich zur HEG der Herner Eissportverein 2007 gegründet. Der im Gegensatz zur HEG nicht finanziell belastete Verein übernahm zuerst den Spielbetrieb der 2. Mannschaft, des Nachwuchses und der Frauenmannschaft der HEG. Wegen der nur bei der HEG liegenden Teilnahmeberechtigung an der – viertklassigen – Regionalliga NRW 2007/08 für die erste Mannschaft trat diese als Spielgemeinschaft aus beiden Vereinen – in eine neue GmbH ausgelagert – an. Die HEG sollte stattdessen nach dem endgültigen Abschluss des Insolvenzverfahrens nicht weiter am Leben erhalten werden.

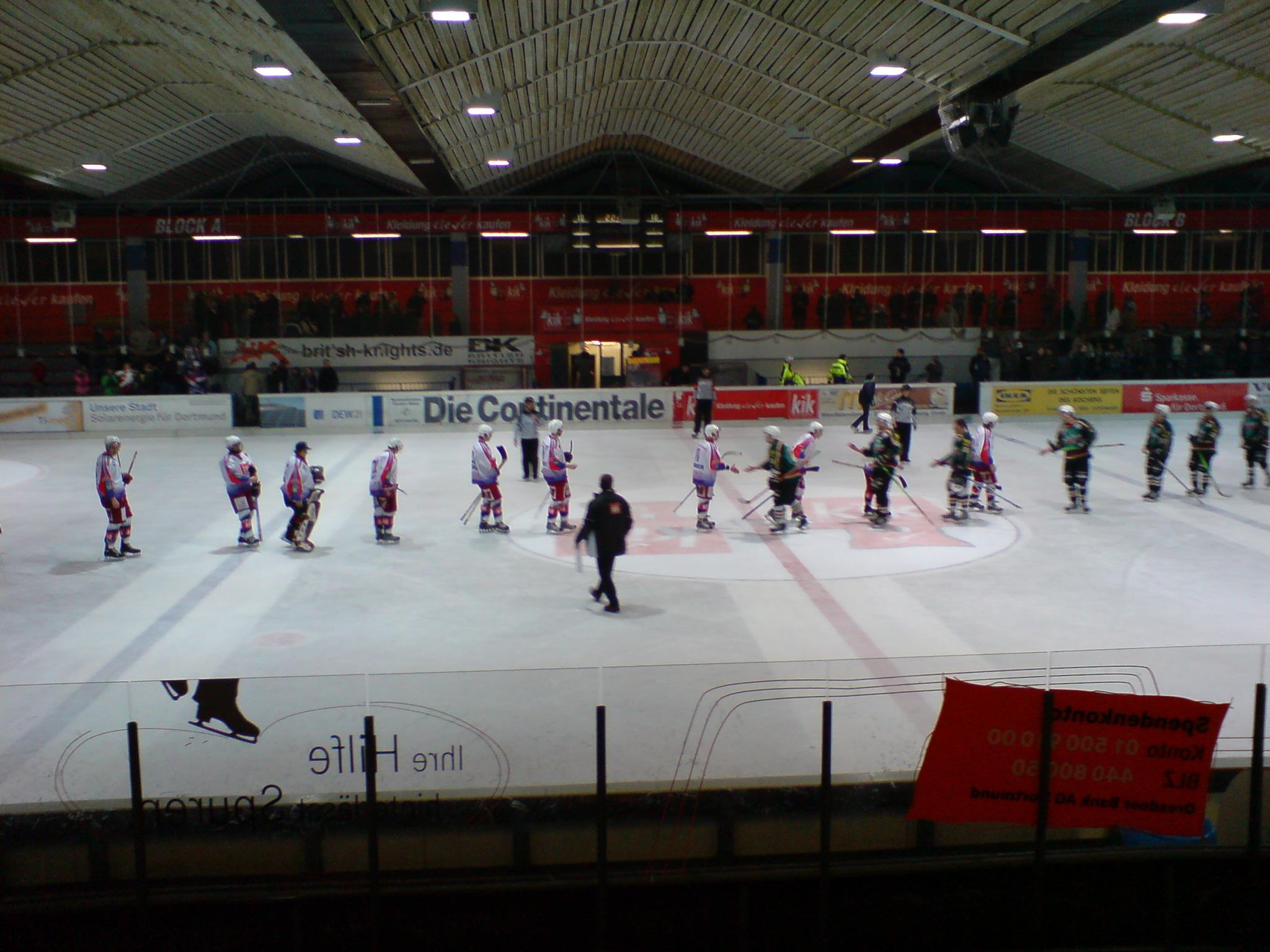
Herne nach einem Spiel gegen EHC Dortmund 2008

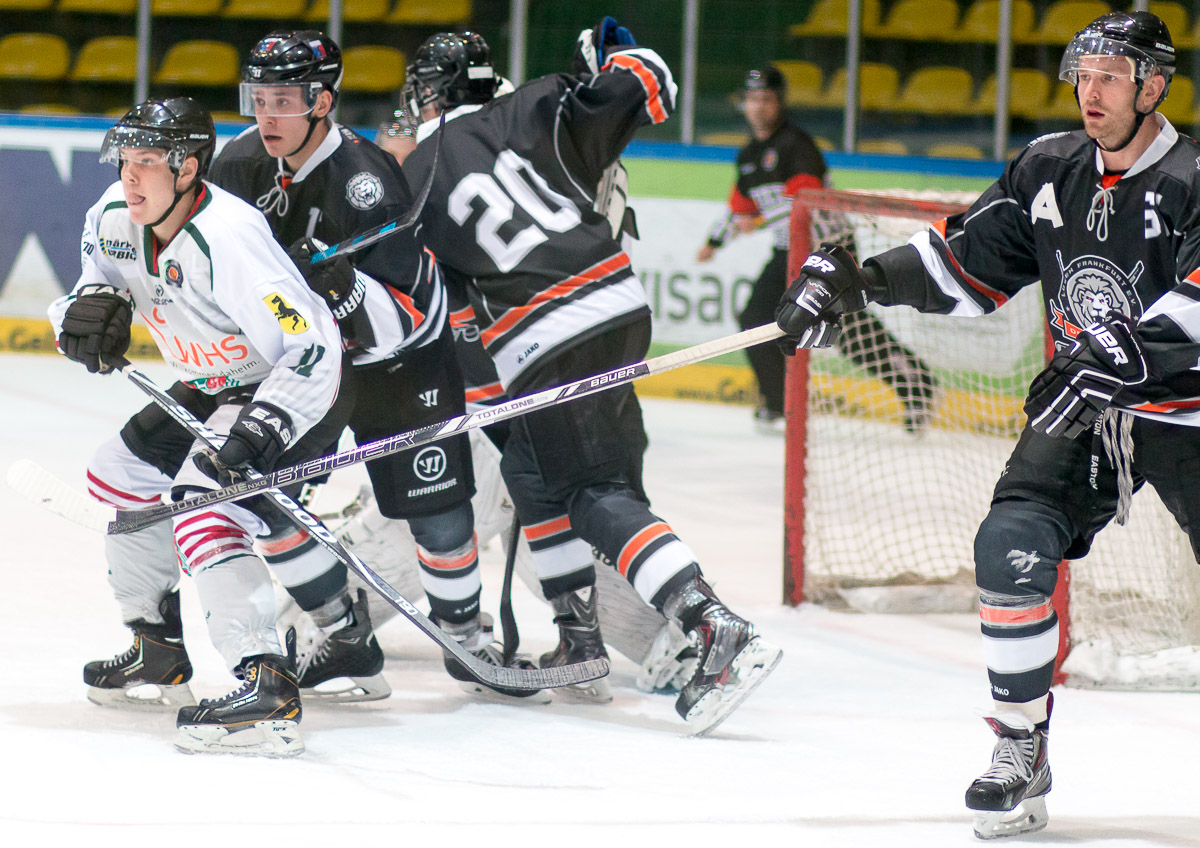
Spielszene Löwen Frankfurt II gegen Herner EV (November 2014)

Im Jahre 2007 schaffte der Verein sofort in seiner Premierensaison die sportliche Qualifikation für die Oberliga. Das Team bezwang im Play-off-Finale den Rivalen aus Dortmund im Penaltyschießen. Nach einer eher enttäuschenden Hauptrunde konnte sich das Team immer mehr steigern und setzte sich in der Aufstiegsrunde gegen die anderen Teams der Regionalliga West beziehungsweise der Regionalliga Hessen sowie der Regionalliga Baden-Württemberg durch. In den folgenden Monaten war lange Zeit nicht klar, ob der Aufstieg finanziell auch zu realisieren wäre.
Schließlich entschied sich der Mäzen des ehemaligen DEL-Klubs Füchse Duisburg, Ralf Pape, beim Herner EV 2007 als Mehrheitsgesellschafter einzusteigen. Des Weiteren übernahm er auch die Eishalle, die bis zur Saison 2008/09 umfassend renoviert wurde. Der Plan war, den Verein als eine Art „Ausbildungsplatz“ für junge Talente zu etablieren. An dem Projekt beteiligten sich neben den Füchsen aus Duisburg auch die anderen DEL-Klubs aus NRW. Somit nahm die erste Seniorenmannschaft seit der Saison von 2008 bis 2011 am Spielbetrieb der Oberliga teil.
Nach der Saison 2010/2011 stellte die Pape-Gruppe ihr Engagement im Herner Eishockey ein. Dies hatte unter anderem zur Folge, dass die zur Pape-Gruppe gehörige Betreibergesellschaft der Herner Eishalle Insolvenz anmeldete, was den Weiterbestand des Eishockeystandorts Herne ernsthaft gefährdete. Für die Saison 2011/2012 konnte sich der Herner EV mit dem Insolvenzverwalter in letzter Minute auf einen Mietvertrag einigen, der bis zum Ende der Saison (Frühjahr 2012) befristet war. In dieser Saison spielte der Herner EV allerdings trotz sportlicher Qualifikation nicht in der drittklassigen Oberliga West, sondern in der viertklassigen Regionalliga West. Zum 1. April 2012 wurde die Eishalle zur vereinseigenen Eishalle, die erworben und abgezahlt wurde. In der Saison 2012/13 schaffte es der Herner EV ungeschlagen in die Play-offs einzuziehen und beendete die Pokalrunde mit nur einer einzigen Niederlage auf Platz 1. Seit 2013 spielt der Herner EV somit wieder in der Oberliga.

### Gysenberghalle
Als im Jahr 1969 der Bau einer Eissporthalle im Revierpark in Herne begann, wurde diese von der IBACO Sportstätten GmbH aus Velbert finanziert und gebaut. Leider verzögerte sich die Eröffnung der Eissporthalle und auch die kalkulierten Kosten konnten nicht eingehalten werden. Von zunächst errechneten 3,5 Millionen auf 5,5 Millionen und schließlich auf 7,3 Millionen Mark. Mitte der 80er Jahre drohte der IBACO Sportstätten GmbH der Konkurs, sodass der Kommunalverband KVR und die Stadt Herne die Immobilie übernahm und sie für 4,6 Millionen Mark kaufte. In diesem Zuge beschloss man, weitere 2,3 Millionen Mark in die Eissporthalle zu investieren. Man erhöhte die Sitzplatzkapazität von 1000 auf 1600 Plätze und entfernte die zweite kleinere Eisfläche. Stattdessen baute man neue Räume für Solarium- und Fitnessbereich und Squash. Doch drei Jahre später stellte sich der erhoffte Erfolg nicht ein und man blieb weiterhin 50 % hinter den erhofften Möglichkeiten. 1997 waren die Zuschüsse aus Steuergeldern der Bezirksregierung in Arnsberg zu viel und so mussten Alternativen geschaffen werden. Ende des Jahres 1998 stand fest, dass ein Unternehmer-Duo den Zuschlag erhalten würde für 2 Millionen Mark. Laut den beiden Betreibern wurden 500.000 Mark in die Eissporthalle investiert. Nach 10 Jahren verkaufte das Unternehmer-Duo die Eissporthalle an einen anderen privaten Unternehmer. Dieser investierte von August 2008 bis 2011 laut eigenen Angaben rund 1,5–2 Millionen Euro. 2011 zog der Unternehmer entsprechende Entschlüsse aus seinem Engagement und zog sich zurück. Die Gysenberghalle wurde ab da durch einen Insolvenzverwalter geführt, es waren verschiedene Nutzungsmodelle vorgestellt worden neben der Nutzung als Eissporthalle, die mit vielen Protesten und Widersprüchen abgeschmettert werden konnte. So entschied sich in sprichwörtlich letzter Sekunde der Verbleib als Eissporthalle, die momentan von mehreren Gesellschaftern geführt wird, mit Vereinsbindung und ist heute einer der wenigen vereinseigenen Eissporthallen in Deutschland. Das Hannibal Einkaufszentrum in Bochum ist seit dem 1. Juni 2018 offizieller Namenssponsor der Gysenberghalle. Der Sponsorenvertrag hat eine Laufzeit von zehn Jahren.

## Platzierungen seit 2000
| Saison    | Liga             | Vorrunde   | Saisonabschluss                                                              |
| --------- | ---------------- | ---------- | ---------------------------------------------------------------------------- |
| 1999/2000 | Landesliga NRW   | 3. Platz   | Klassenerhalt                                                                |
| 2000/01   | Landesliga NRW   | 1. Platz   | Aufstieg in die Regionalliga NRW                                             |
| 2001/02   | Regionalliga NRW | 4. Platz   | Klassenerhalt                                                                |
| 2002/03   | Regionalliga NRW | 3. Platz   | Klassenerhalt                                                                |
| 2003/04   | Regionalliga NRW | 2. Platz   | Qualif. zur Oberliga 2. Platz                                                |
| 2004/05   | Regionalliga NRW | 2. Platz   | Qualif. zur Oberliga 6. Platz                                                |
| 2005/06   | Regionalliga NRW | 2. Platz   | Qualif. zur Oberliga 2. Platz                                                |
| 2006/07   | Regionalliga NRW | 1. Platz   | Aufstiegsrunde Platz 1 – Play-off-Sieg – Aufstiegsrecht für die Oberliga     |
| 2007/08   | Regionalliga NRW | 4. Platz   | Aufstiegsrunde Platz 1 – Play-off-Sieg – Aufstieg in die Oberliga            |
| 2008/09   | Oberliga         | 4. Platz   | Play-off-Halbfinale                                                          |
| 2009/10   | Oberliga         | 1. Platz   | Play-off-Halbfinale                                                          |
| 2010/11   | Oberliga         | 5. Platz   | 1. Platz Platzierungsspiele, jedoch freiwilliger Rückzug in die Regionalliga |
| 2011/12   | Regionalliga NRW | 1. Platz   | 1. Platz Regionalliga Hauptrunde, Qualif. zur Oberliga 5. Platz              |
| 2012/13   | Regionalliga NRW | 1. Platz   | Aufstiegsrunde Platz 1 – Play-off-Sieg – Aufstieg in die Oberliga            |
| 2013/14   | Oberliga West    | 6. Platz   | Endrunde Platz 5 – Verzahnungsrunde Platz 4 der Gruppe B                     |
| 2014/15   | Oberliga West    | 3. Platz   | Verzahnungsrunde „Oberliga Mitte“ (Endrunde) Platz 6                         |
| 2015/16   | Oberliga Nord    | 5. Platz   | Niederlage Playoff-Achtelfinale gegen Saale Bulls Halle                      |
| 2016/17   | Oberliga Nord    | 1. Platz   | Niederlage Playoff-Achtelfinale gegen Hannover Indians                       |
| 2017/18   | Oberliga Nord    | 8. Platz   | Niederlage Playoff-Achtelfinale gegen Deggendorfer SC                        |
| 2018/19   | Oberliga Nord    | 6. Platz   | Niederlage Playoff-Halbfinale gegen Tilburg Trappers                         |
| 2019/20   | Oberliga Nord    | 2. Platz   | Vizemeister Oberliga Nord                                                    |
| 2020/21   | Oberliga Nord    | 4. Platz   | Vizemeister Oberliga Nord                                                    |
| 2021/22   | Oberliga Nord    | 7. Platz   | Play-off-Achtelfinale                                                        |
| 2022/23   | Oberliga Nord    | 6. Platz   | Play-off-Achtelfinale                                                        |
| 2023/24   | Oberliga Nord    | 10. Platz0 | Play-off-Achtelfinale                                                        |

## Nachwuchsarbeit
Der Herner Eissportverein verfügt neben einer Laufschule über Nachwuchsmannschaften in den Altersklassen U7, U9, U11, U13, U15, U17, sowie U20. Zudem verfügt der Verein über einen hauptamtlichen Nachwuchstrainer. Das Sterneprogramm des DEB zeichnete den Verein im Jahr 2017 sowie 2018 mit drei von fünf möglichen Sternen aus.
Der 1b-Mannschaft des Vereins gelang in der Saison 2017/18 der Aufstieg in die Landesliga NRW.

## Frauen-Eishockey
Die Damenmannschaft von Herne nahm von 1999 bis 2012 unter verschiedenen Namen am Spielbetrieb teil. Für die Saison 2012/13 und folgende ist bisher keine Damenmannschaft aus Herne gemeldet.
| Saison    | Liga             | Teamname       | Vorrunde | Saisonabschluss                             |
| --------- | ---------------- | -------------- | -------- | ------------------------------------------- |
| 1999/2000 | Landesliga NRW   | ESG Herne      | 2. Platz | NRW-Pokalsieger Gr. 2                       |
| 2000/01   | Landesliga NRW   | ESG Herne      | 1. Platz | NRW-Zwischenrunde Nord Quali 6. Platz       |
| 2001/02   | Landesliga NRW   | Herner EG      | 2. Platz | Klassenerhalt                               |
| 2002/03   | Landesliga NRW   | Herner EG      | 2. Platz | Aufstieg in die 2. Liga Nord                |
| 2003/04   | 2. Liga Nord     | Herner EG      | 8. Platz | Klassenerhalt                               |
| 2004/05   | 2. Liga Nord     | Herner EG      | 6. Platz | Klassenerhalt                               |
| 2005/06   | 2. Liga Nord     | Herner EG      | 8. Platz | Abstieg in die Landesliga NRW               |
| 2006/07   | Landesliga NRW   | Herner EG      | 2. Platz | Aufstieg in die neu gegründete Verbandsliga |
| 2007/08   | Verbandsliga NRW | Herner EV 2007 | 5. Platz | Verbandsliga-Pokal 2. Platz                 |
| 2008/09   | 2. Liga Nord     | Herner EV 2007 | 7. Platz | Abstieg in die Verbandsliga                 |
| 2009/10   | Verbandsliga NRW | Herner EV 2007 | 1. Platz | Aufstieg in die 2. Liga Nord                |
| 2010/11   | 2. Liga Nord     | Herner EV 2007 | 7. Platz | Abstieg in die NRW-Liga                     |
| 2011/12   | NRW Liga         | Herner EV 2007 | 5. Platz | Klassenerhalt                               |

## Trainerhistorie
| Amtszeit          | Trainer             |
| ----------------- | ------------------- |
| bis 11.2004       | Jan Benda senior    |
| 11.2004 – 04.2005 | Andrej Fuchs        |
| 04.2005 – 10.2007 | Peter Franke        |
| 10.2007 – 10.2008 | Krystian Sikorski   |
| 10.2008 – 12.2009 | Niklas Sundblad     |
| 12.2009 – 02.2010 | Jamie McDonald      |
| 02.2010 – 06.2010 | Matthias Roos       |
| 06.2010 – 11.2010 | Alexander Jacobs    |
| 11.2010 – 03.2012 | Krystian Sikorski   |
| 04.2012 – 10.2014 | Carsten Plate       |
| 10.2014 – 12.2017 | Frank Petrozza      |
| 12.2017 – 03.2018 | Uli Egen            |
| 03.2018 – 09.2018 | Herbert Hohenberger |
| 09.2018 – 11.2022 | Danny Albrecht      |
| 11.2022 – 01.2024 | Tobias Stolikowski  |
| seit 01.2024      | Dirk Schmitz        |

## Eiskunstlauf
Der in Wanne-Eickel geborene Eiskunstläufer Rudi Cerne, der im Einzellauf startete, war zuletzt für den Herner EV aktiv. 1978 und 1980 gewann Cerne für die Grün-Weiß-Roten die Deutsche Meisterschaft im Eiskunstlauf. Seinen größten internationalen Erfolg feierte er 1984 mit dem Gewinn der Silbermedaille bei der Europameisterschaft in Budapest.